# Gara Cardiff Central
Gara Cardiff Central (galeză Caerdydd Canolog, anterior Cardiff General) este o gară importantă pe Magistrala South Wales în Cardiff, capitala Țării Galilor, și una din cele două gări principale din oraș.
Cardiff Central se află în Piața Centrală, în centrul orașului. Este o clădire de gradul II, fiind administrată de către Arriva Trains Wales. Aceasta este cea mai mare și mai aglomerată gară din Țara Galilor și este una dintre principalele gări din rețeaua de cale ferată din Marea Britanie.
Cardiff Central este una din cele 20 de gări din oraș și una dintre cele două situate în centru, cealaltă fiind Cardiff Queen Street. Este un nod feroviar pentru trenuri spre sudul și vestul Țării Galilor, dar și alte mari orașe britanice. Great Western Railway operează serviciile intercity spre Londra Paddington prin Bristol și spre Swansea și servicii regionale spre Bath, Taunton și Portsmouth prin Southampton. Arriva Trains Wales operează servicii către mai multe destinații din Țara Galilor, iar CrossCountry operează trenurile spre Gloucester, Birmingham, Nottingham și Manchester.

## Facilități
Majoritatea serviciilor sunt disponibile în holul principal, inclusiv ghișee și automate pentru bilete, bancomate, un birou de informații, tabelele de plecare și de sosire, telefoane publice, un stand de ziare și magazine alimentare. Gara este singura din Țara Galilor care are o sală de așteptare pentru călătorii la clasa întâi. Afară, gara are o parcare cu plată cu 248 de locuri.
Poliția britanică de transporturi este prezentă la Cardiff Central.

## Galerie

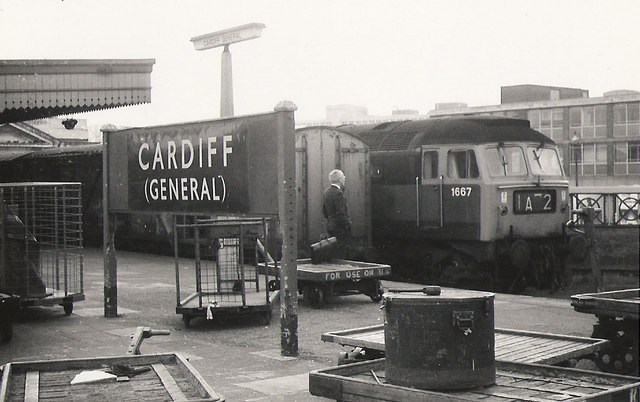
Cardiff General în mai 1970
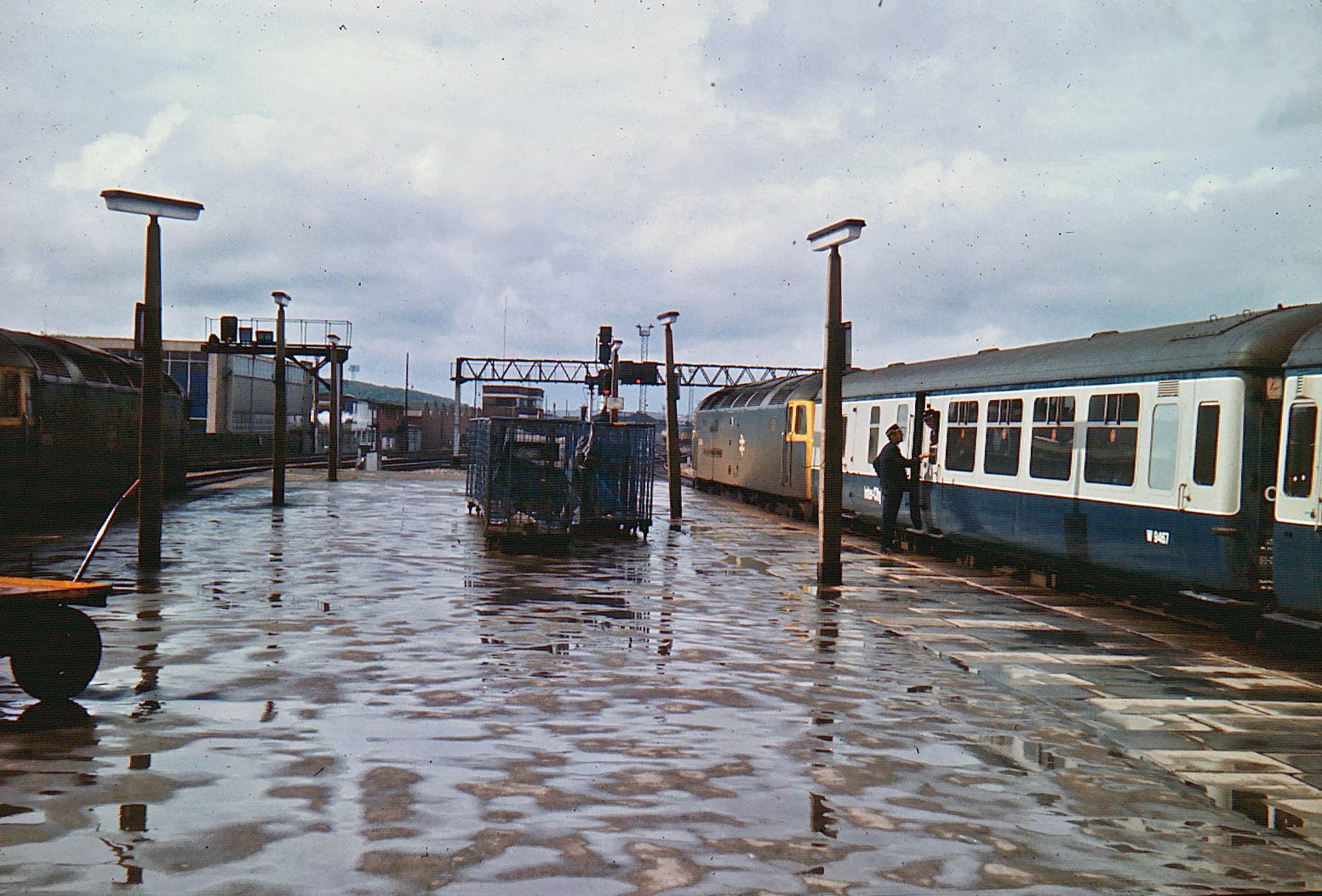
Locomotive și vagoane Clasa 47, Mark 2c, BRUTE, septembrie 1975
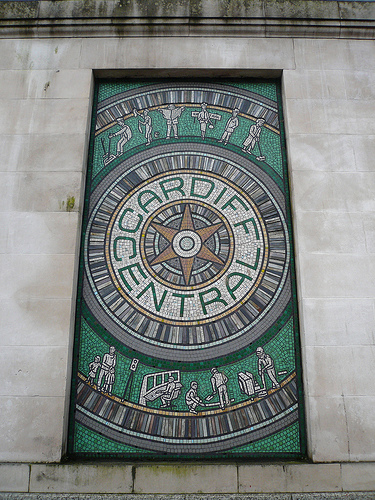
Un mozaic în afara stației
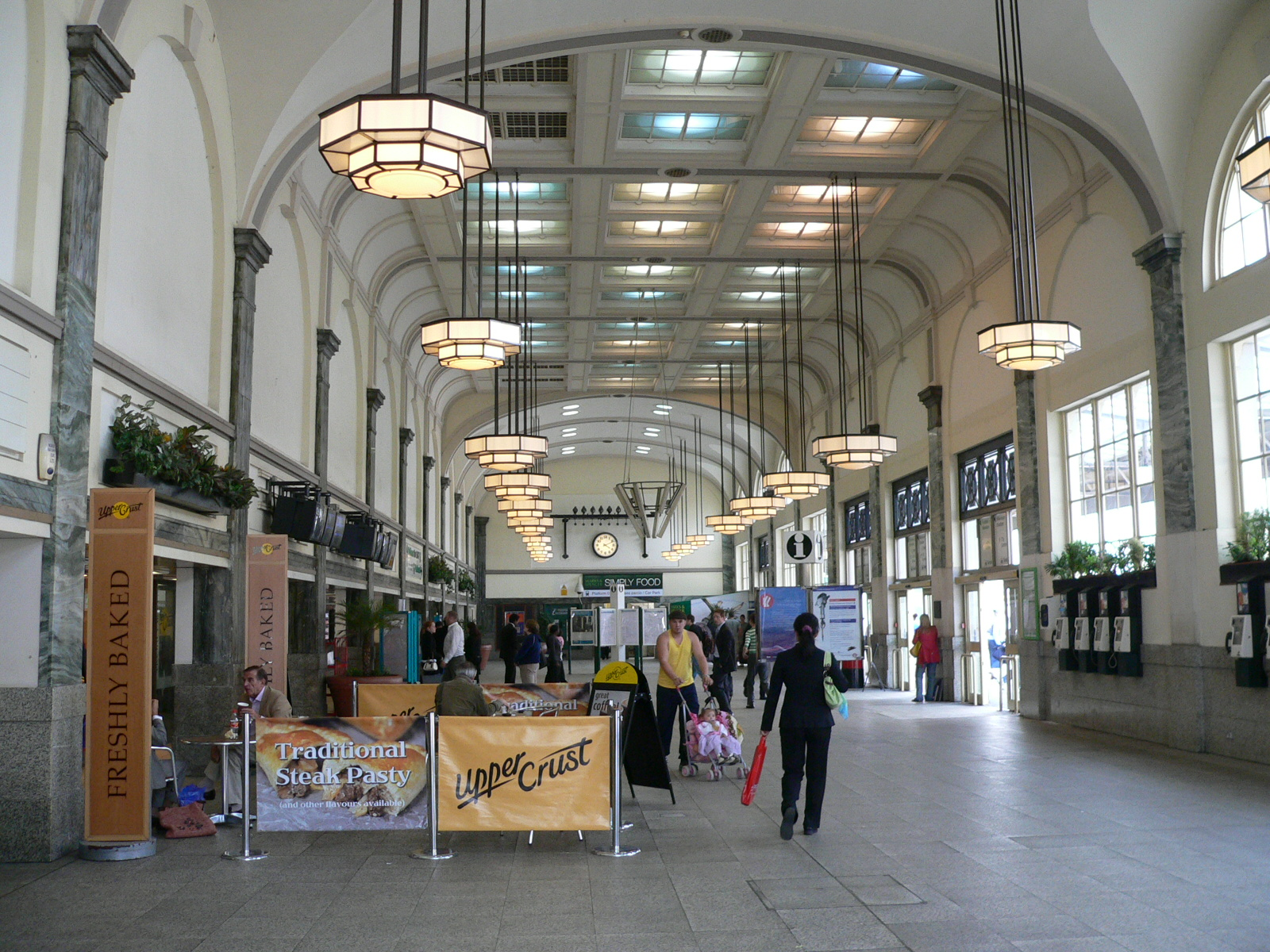
Atriumul gării privind vest
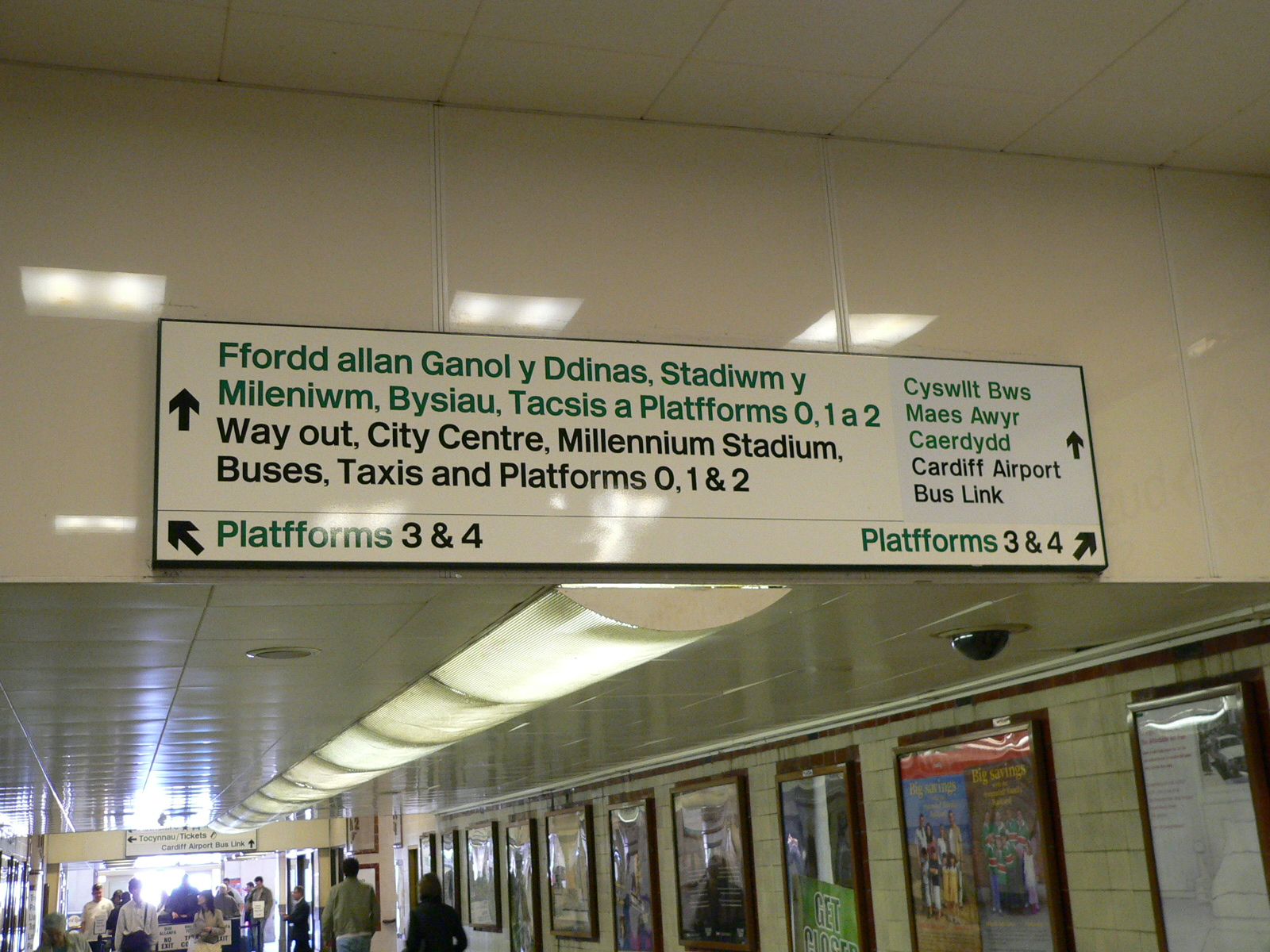
Pasajul pe sub căile ferate
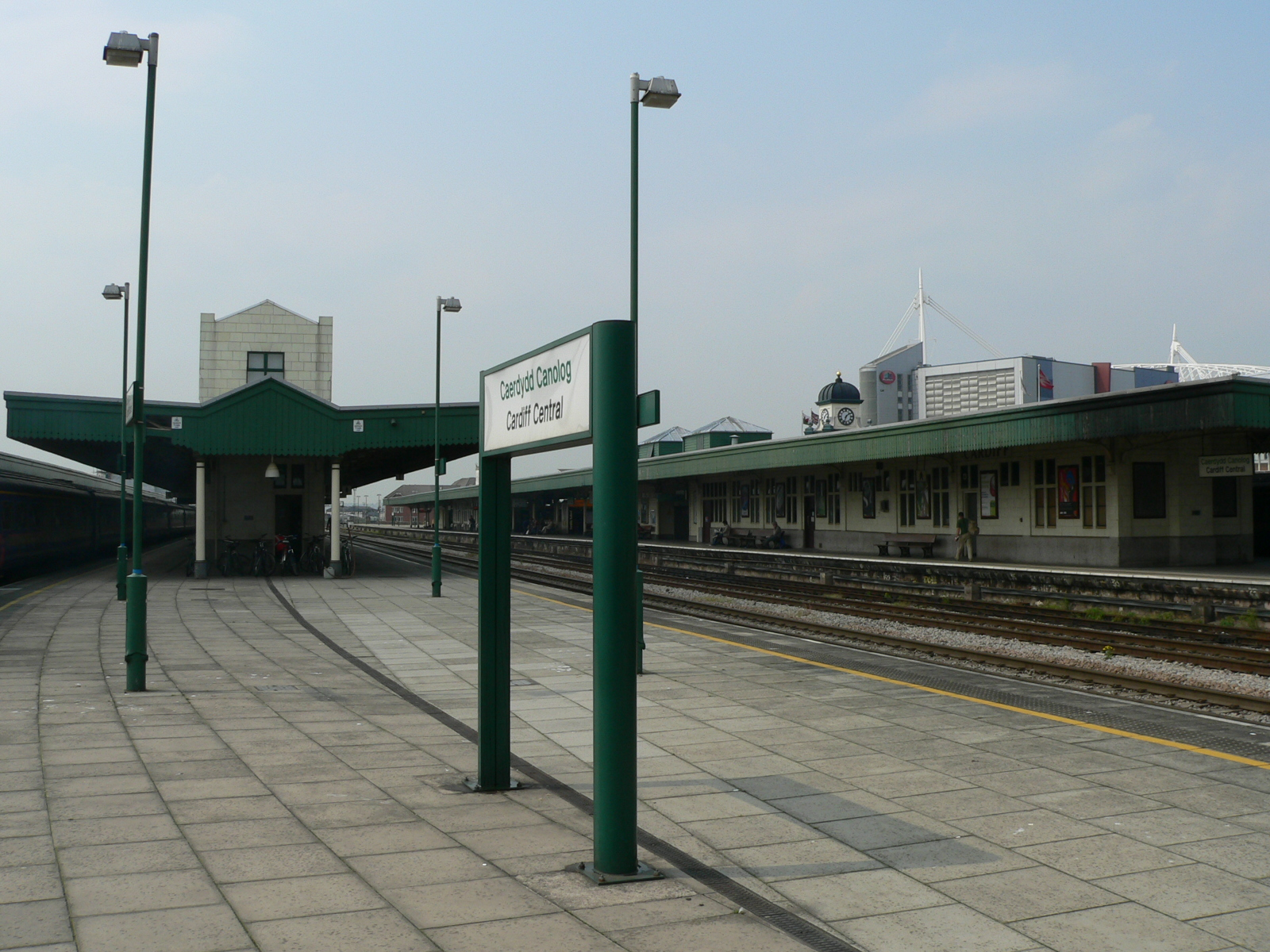
Vedere din capătul de est al peroanelor 3 și 4
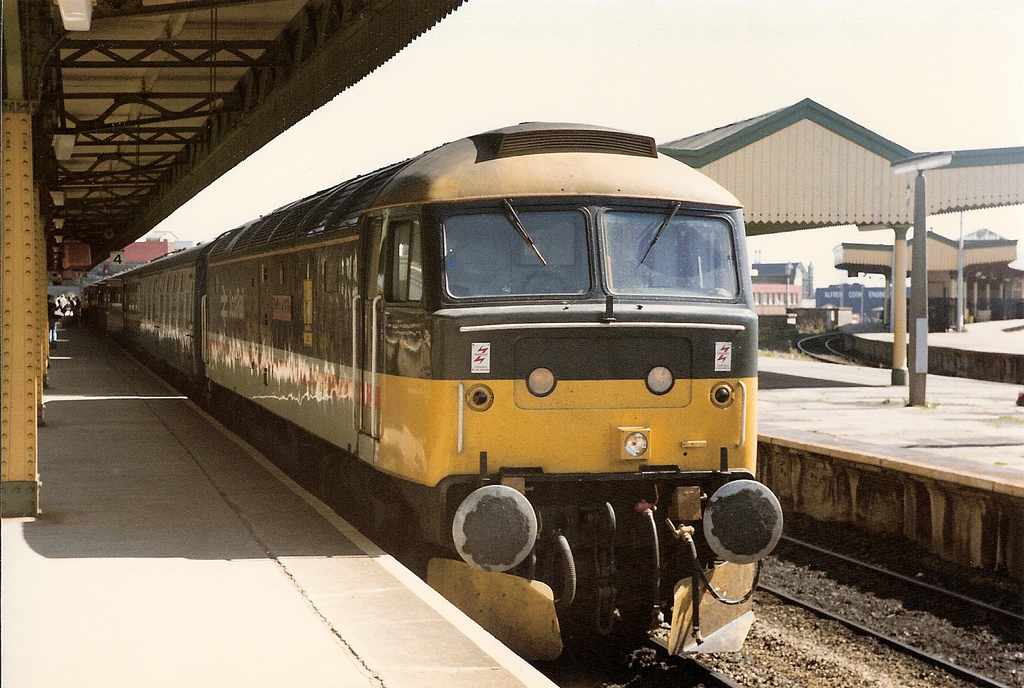
Locomotivă British Rail Clasa 47 „Regina Mamă” în culori ScotRail la peronul 4 în 1986